# Aleksandr Herzen

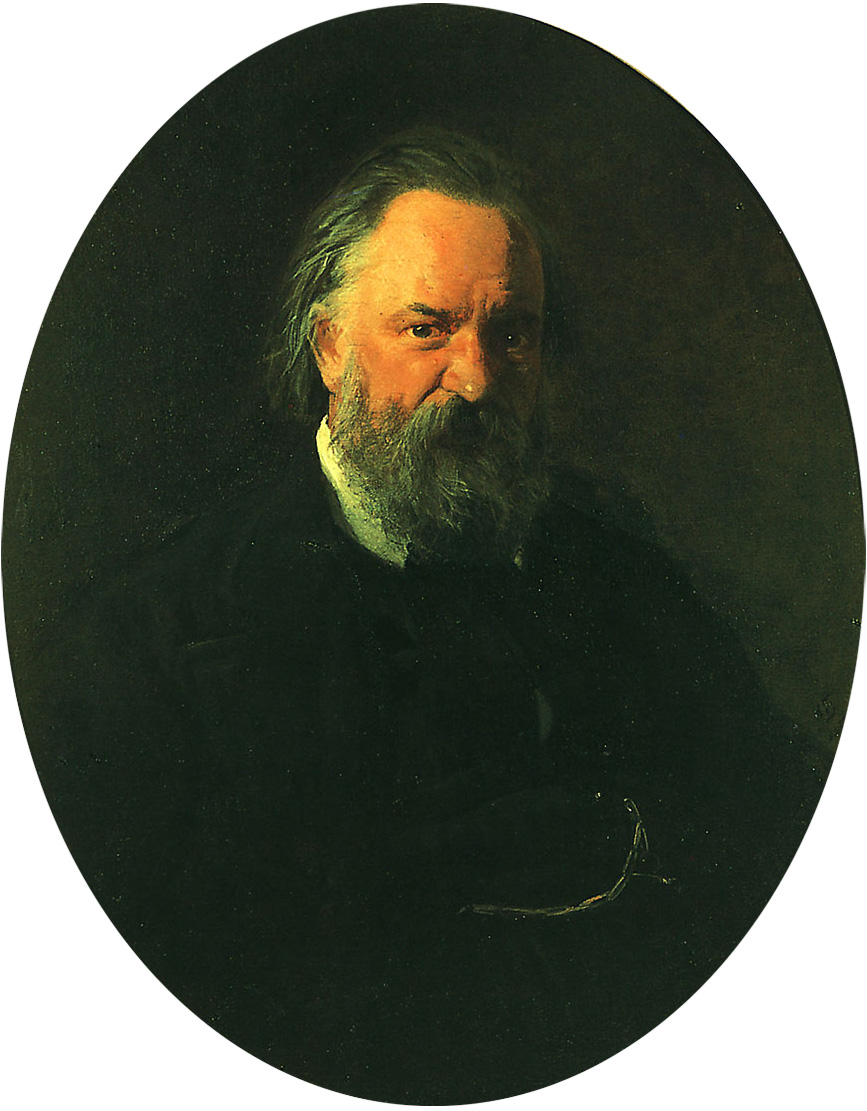
Porträtt av Alexander Herzen av Nikolaj Ge, 1867

Alexander Ivanovitj Herzen (ryska: Александр Иванович Герцен: Aleksandr Ivanovitj Gertsen), född 6 april 1812 i Moskva, död 21 januari 1870 i Paris, var en rysk författare, revolutionär och socialist. Han ledde ’zapadnikernas’ vänsterflygel. 
Alexander Herzen var son till en rik godsägare Jakovlev i Moskva (modern var tyska) och studerade fysik vid Moskvas universitet. Han blev 1834 tillsammans några kamrater arresterad, då han deltagit i en fest, där för tsaren misshagliga sånger sjungits. Han förvisades 1835 till Vjatka och därifrån till Vladimir, men fick 1839 amnesti, varefter han 1840 anställdes i inrikesministeriet. Till följd av sin frispråkighet flyttades han från Sankt Petersburg till Novgorod, där han blev regeringsråd. År 1842 tog han avsked från statstjänsten och ägnade sig uteslutande åt litteraturen. 
Dostojevskij karaktäriserade Herzen på följande sätt: ”Herzen var av helt annat slag: en produkt av vår överklass, gentilhomme russe (rysk ädling) och framförallt citoyen du monde (världsmedborgare), en typ som bara har förekommit i Ryssland och inte någon annanstans”. 
Under pseudonymen "Iskander" (ända till sitt 50:e år skrev han anonymt) utgav han 1847 romanen Kto vinovat? (Vems är felet/skulden?), som väckte mycket uppseende genom fria åsikter om äktenskapet och om livegenskapen. År 1847 lämnade han Ryssland för alltid och skyndade vid underrättelsen om februarirevolutionens utbrott 1848 till Paris, varifrån han sedermera flyttade till Genève. På tyska publicerade han Vom anderen ufer (1850), en från anarkistisk ståndpunkt utförd glänsande kritik över 1848 års revolution, samt Briefe aus Italien und Frankreich (1850). År 1852 bosatte han sig i London, där han på sitt förlag Russian Free press i London 1853 utgav  en serie ströskrifter. Han fortsatte 1856 utge tidningen "Kolokol" (Klockan) tillsammans med Nikolaj Ogarjov,  vari de skoningslöst angrep de ryska samhällsförhållandena och förespråkade avskaffandet av livegenskapen och kroppsstraffen samt införandet av offentlighet vid domstolarna. Den sägs vara den första fria ryska tidningen. Den väckte livligt intresse och lästes tom av tsar Alexander II.  
Alexander Herzen författade även flera andra uppseendeväckande skrifter, såsom Du développement des idées révolutionnaires en Russie (1851), Le monde russe et la révolution (först utgiven på ryska 1854) och Camicia rossa. La chemise rouge. Garibaldi à Londres (1865; ny upplaga 1882). Trots ryska regeringens förbud spreds alla dessa skrifter i stora upplagor inom Ryssland, och under tiden efter Nikolaj I:s död behärskade han fullständigt den allmänna meningen i sitt hemland. 
Alexander II själv studerade "Klockan" för att genom den få tillförlitlig kännedom om förhållandena i landet. Herzen syntes vara allvetande; han hade korrespondenter överallt, även bland kejsarens omgivning. Då han 1859 publicerade Mémoires de l'impératrice Cathérine, écrits par elle-même ("Kejsarinnan Catherine II:s memoarer, skrivna av henne själv"), kunde ingen uppge, hur han fått kännedom om denna av ryska regeringen ängsligt bevarade hemlighet; memoarernas äkthet blev dock aldrig betvivlad. Om den ryska litteraturen gjorde Alexander Herzen sig högt förtjänt genom utgivandet av moderna ryska författares – till exempel Aleksandr Pusjkins, Michail Lermontovs och Aleksandr Bestuzjevs – arbeten utan censurluckor. 
Under den sista delen av sitt liv hängav sig Alexander Hetzen alltmera åt partiintressen, varför hans anseende började sjunka, och då han under den polska revolutionen 1863 i "Klockan" uttalade sig för polackerna, förlorade tidningen sin popularitet. År 1868 upphörde "Klockan", vilken sedan 1865 utgivits i Genève. Han var en av Rysslands mest framstående skriftställare under 1800-talet. Hans samlade skrifter utgavs 1875–79 på ryska i Genève, vartill sedan kommit ett par band postuma skrifter.

## Utmärkelser
Asteroiden 3052 Herzen är uppkallad efter honom.